# Bakopa

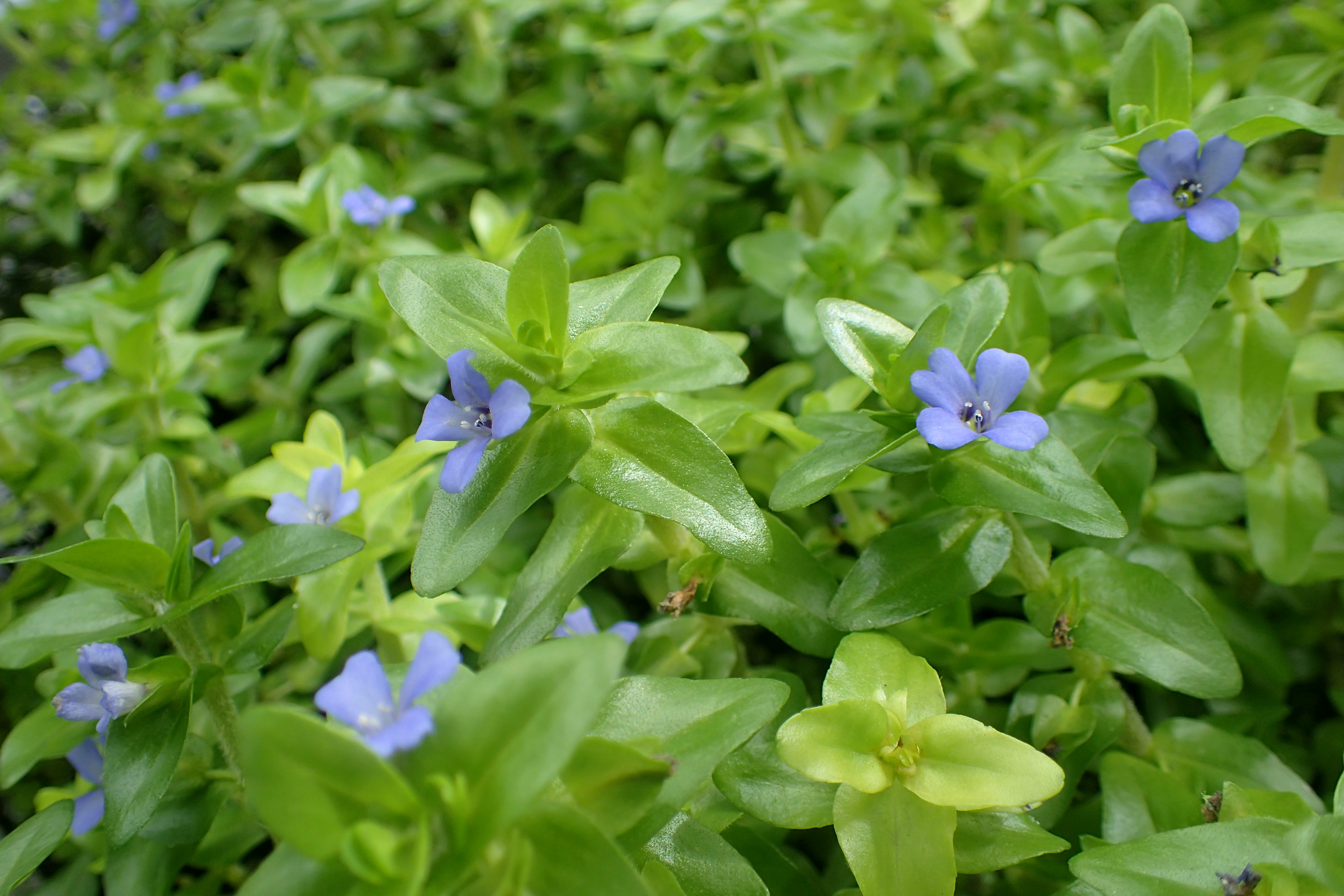
Bacopa caroliniana

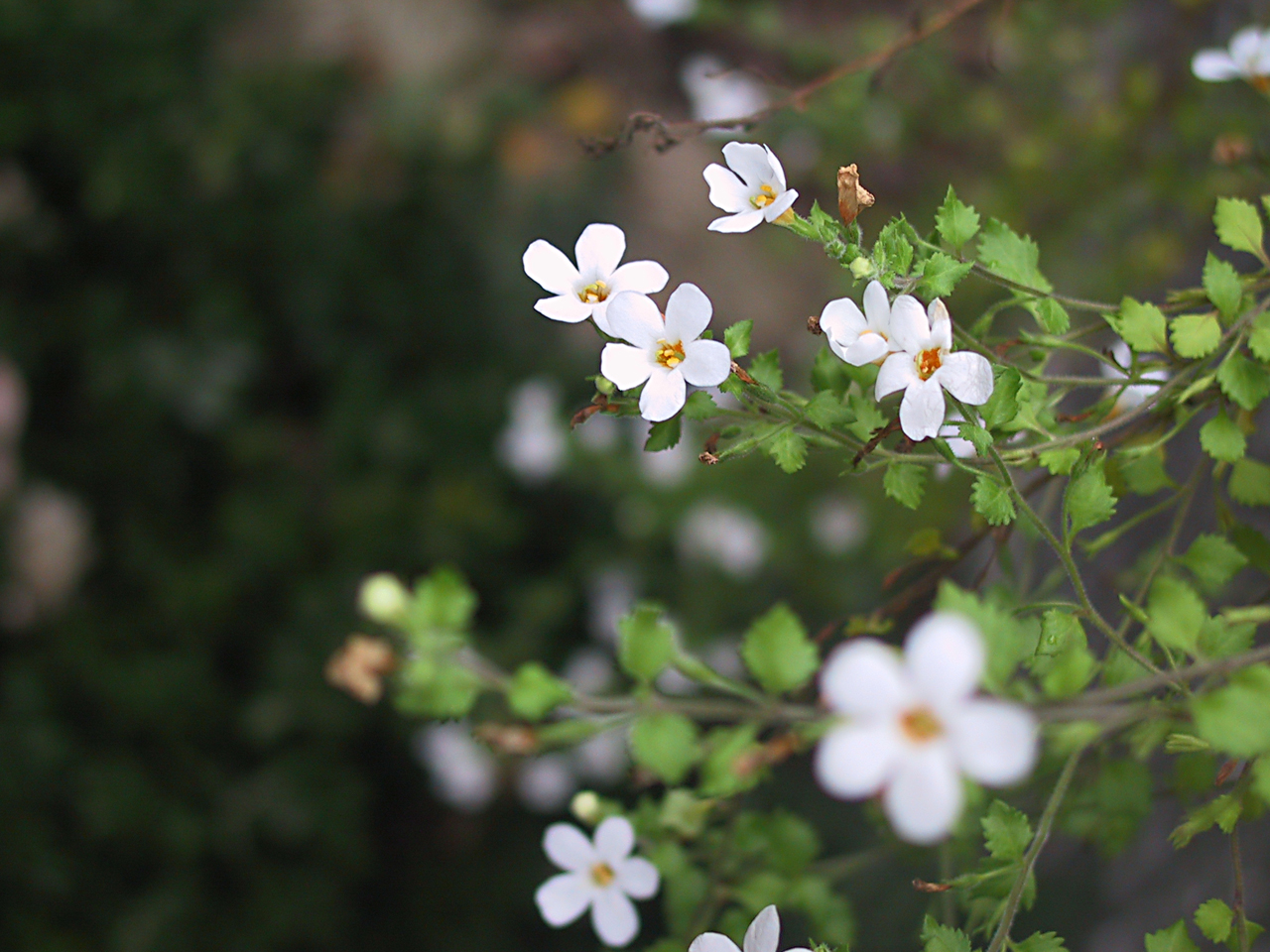
Bacopa diffusa

Bakopa (Bacopa) – rodzaj roślin z rodziny babkowatych. Obejmuje ponad 60 gatunków. Są to rośliny rozprzestrzenione w strefie międzyzwrotnikowej na wszystkich kontynentach, przy czym najbardziej zróżnicowane są w tropikalnej Ameryce. Większość gatunków to rośliny wodne lub bagienne. Niektóre są wykorzystywane jako lecznicze (np. bakopa drobnolistna), liczne są uprawiane jako ozdobne. Jako rośliny akwariowe i w paludariach używane są najczęściej: bakopa drobnolistna, bezogonkowa, karolińska, poza tym także bakopa okółkowa. Bakopa drobnolistna jest także chwastem pól ryżowych i może zarastać rowy odwadniające. Gatunek ten zawleczony został także do Europy.

## Morfologia
PokrójRośliny zielne (jednoroczne i trwałe) o pędach prosto wzniesionych, płożących się, podnoszących się i pływających.
LiścieNaprzeciwległe lub czasem skupione okółkowo. Pojedyncze lub złożone, użyłkowane dłoniasto lub pierzasto.
KwiatyCzasem skupione w szczytowych gronach, ale częściej wyrastające pojedynczo albo parami w kątach liści. Tuż pod kielichem wsparte są jedną lub dwiema przysadkami lub ich brak. Działek kielicha jest zwykle 5, rzadko 4, i są wolne. Górna działka jest największa, boczne są najmniejsze i najwęższe, a dwie dolne – pośrednich rozmiarów. U gatunków wodnych działki są jednak zwykle o podobnej wielkości. Korona kwiatu z rurką, na szczycie mniej lub bardziej wyraźnie dwuwargową, a czasem o łatkach niemal równej długości, jednakowych. Jeśli wargi są wykształcone, wówczas dolna składa się ze zrośniętych trzech łatek, a górna z dwóch. Korona ma barwę niebieską, fioletową lub białą. Pręciki są najczęściej cztery, dwusilne (dwa dłuższe, dwa krótsze) lub równej długości. Czasem pręciki są 2, 3 lub jest ich 5. Zalążnia dwukomorowa, otoczona (sekcja Chaetodiscus) lub nie wieńcem szczecinek. Szyjki słupka dwie lub jedna rozwidlona na szczycie. Znamiona główkowate lub podzielone.
OwoceJajowate lub kulistawe torebki, z dwoma rowkami, otwierające się czterema klapami. Nasiona drobne i liczne.

## Systematyka
Jeden z rodzajów plemienia Gratioleae z rodziny babkowatych (Plantaginaceae).
Wykaz gatunków
- Bacopa albida (Pennell) Standl.
- Bacopa amplexicaulis (Pursh) Wettst. – bakopa bezogonkowa
- Bacopa angulata (Benth.) Loefgr. & Edwall
- Bacopa appressa (Pennell) Standl.
- Bacopa aquatica Aubl.
- Bacopa arenaria (J.A.Schmidt) Loefgr. & Edwall
- Bacopa axillaris (Benth.) Standl.
- Bacopa bacopoides (Benth.) Pulle
- Bacopa beccabunga (Griseb.) B.L.Rob.
- Bacopa bracteolata Standl.
- Bacopa braunii (Ernst) Pennell
- Bacopa callitrichoides (Kunth) Pennell
- Bacopa caroliniana (Walter) B.L.Rob. – bakopa karolińska
- Bacopa cladostyla Chodat ex Eskuche
- Bacopa cochlearia (Huber) L.B.Sm.
- Bacopa connata (Pennell) Pennell
- Bacopa crenata (P.Beauv.) Hepper
- Bacopa decumbens (Fernald) F.N.Williams
- Bacopa depressa (Benth.) Loefgr. & Edwall
- Bacopa diffusa (Willd. ex Cham. & Schltdl.) Loefgr. & Edwall
- Bacopa divaricata (J.A.Schmidt) Loefgr. & Edwall
- Bacopa dubia Chodat & Hassl.
- Bacopa egensis (Poepp.) Pennell
- Bacopa eisenii (Kellogg) Pennell
- Bacopa elongata (Benth.) Pennell
- Bacopa floribunda (R.Br.) Wettst.
- Bacopa gracilis (Benth.) Loefgr. & Edwall
- Bacopa gratioloides (Cham.) Chodat
- Bacopa hamiltoniana (Benth.) Wettst.
- Bacopa humifusa (Griseb.) B.L.Rob.
- Bacopa imbricata (Benth.) Pennell
- Bacopa innominata (M.Gómez) Alain
- Bacopa lacertosa Standl.
- Bacopa lanigera (Cham. & Schltdl.) Wettst.
- Bacopa laxiflora (Benth.) Edwall
- Bacopa lecomtei Bonati
- Bacopa lisowskiana Mielcarek
- Bacopa longipes (Pennell) Standl.
- Bacopa madagascariensis (Benth.) Pennell
- Bacopa minuta Borhidi & O.Muñiz
- Bacopa monnieri (L.) Wettst. – bakopa drobnolistna, b. Monniera
- Bacopa monnierioides (Cham.) B.L.Rob.
- Bacopa monosticta (Schltl.) Pennell
- Bacopa montevidensis (Spreng.) Herter & Melch.
- Bacopa myriophylloides (Benth.) Wettst. – bakopa okółkowa
- Bacopa nigrescens (Benth.) Wettst.
- Bacopa occultans (Hiern) Hutch. & Dalziel
- Bacopa oxycalyx Alain
- Bacopa paraguariensis (S.Moore) Hassl.
- Bacopa parvula (S.Moore) Pennell
- Bacopa pedersenii Rossow
- Bacopa pennellii G.M.Barroso & Ichaso
- Bacopa punctata Engl.
- Bacopa repens (Sw.) Wettst.
- Bacopa reptans (Benth.) Edwall
- Bacopa rotundifolia (Michx.) Wettst.
- Bacopa salzmannii (Benth.) Edwall
- Bacopa scabra (Benth.) Descole & Borsini
- Bacopa semiserrata (Mart.) B.L.Rob.
- Bacopa serpyllifolia (Benth.) Pennell
- Bacopa sessiliflora (Benth.) Edwall
- Bacopa stellarioides (Cham.) Loefgr. & Edwall
- Bacopa stemodioides (Pennell) Pennell
- Bacopa stricta (Schrad.) Wettst. ex Edwall
- Bacopa tweediei (Benth.) Parodi
- Bacopa valeroi Standl. & L.O.Williams
- Bacopa versicolor Herter & Melch.
- Bacopa verticillata (Pennell & Gleason) Pennell